# Suraua
Suraua foi uma comuna da Suíça, no Cantão Grisões, com cerca de 295 habitantes. Estendia-se por uma área de 24,20 km², de densidade populacional de 12 hab/km². Confinava com as seguintes comunas: Cumbel, Degen, Duvin, Sankt Martin, Vella, Vignogn.
A língua oficial nesta comuna era o Romanche.

## História
A comuna foi estabelecida em 01 de janeiro de 2002, pela fusão de Camuns, Surcasti, Tersnaus, e Uors-Peiden.
- Camuns foi mencionada pela primeira vez em 1543, como Gamundtz.
- Surcasti recebeu a primeira menção em 1515, como Oberkastels, e até 1943, era conhecida pelo nome alemão de Obercastels.
- Tersnaus foi mencionada pela primeira vez em 1362, como Terzenaus.
- Uors foi mencionada pela primeira ocasião no ano de 831, como villa Vorce, e, em 1290, como Furze.  Peiden foi mencionada pela primeira vez em 1345, como Pedens.

Em 1 de janeiro de 2013, passou a formar parte da nova comuna de Lumnezia.